# Panda Internet Security
熊貓雲端防毒軟體是熊貓安全公司推出的防毒產品之一，分免費版和付費版兩種版本。它是一個基於雲端技術的軟體，也就是說，檔案掃描在遠端的伺服器上進行，而不會佔用使用者電腦的資源。熊貓安全公司的「集體智慧」（Collective Intelligence）技術是該軟體的基礎 。該軟體可以執行手動的系統掃描，或持續在背景常駐以提供即時保護對抗病毒和惡意網站，但也會稍微拖慢系統速度。
目前該軟體已改名為「熊貓免費防毒軟體」，分免費版和專業版兩種版本。免費版提供實時防病毒與防窺視功能；專業版則包含免費版的所有功能外，另外含有防火牆、WIFI保護和VIP支援。專業版一年份售價43.99美元。

## 功能
熊貓安全公司表示，熊貓雲端防毒軟體可偵測病毒、特洛伊木馬程式、蠕蟲、間諜軟體、撥號器和駭客工具，並攔截駭客入侵和其他安全風險。
熊貓雲端防毒軟體依靠熊貓安全公司的「集體智慧」技術和其雲端的最新資訊來運作。該軟體通常需要網際網路連線以存取這些最新資訊；當電腦未連線到網際網路時，它會使用「目前最流行威脅」的暫存資訊來保護電腦。自1.4版起，該軟體工具列和網站過濾功能開始支援Internet Explorer 9 和Firefox 4。

## 評測
一份2009年4月的評測報告認為熊貓雲端防毒軟體1.0版快速、簡單、介面清爽且易於上手，偵測率也相當不錯。該份報告顯示其惡意軟體與惡意連結的偵測率皆達100%。
當1.0版於2009年11月10日推出時，PC Magazine對熊貓雲端防毒軟體進行評測，並給它「防毒軟體最佳選擇獎」(Editor's Choice Award for Best AV)。
在Tech Radar的評測中寫道：「我們認為最好把熊貓雲端防毒軟體視為一項預防惡意軟體的工具，而非一項用來清理已受感染系統的工具。」(We think that Panda Cloud Antivirus is best viewed as a defense
tool rather than a utility for cleaning up a system that's already riddled with
infection.)
Lifehacker的評測中說道，該防毒軟體對系統負擔很輕，而且這種對抗惡意軟體的方式相當創新。然而它們並未使用任何真正的惡意軟體進行測試(只使用了追蹤cookies)。
Softpedia的評測說熊貓雲端防毒軟體擁有很高的偵測率，但沒有完整顯示出其偵測結果。整體上他們認為該軟體易於使用，介面清爽，是市場上輕度使用者的最佳選擇。

## 授權許可
免費版的熊貓雲端防毒軟體只允許在公立學校、非政府組織、非營利組織，和個人家庭中使用。

## 競爭者
其他雲端防毒軟體廠商如下：
- 360 Total Security
- Immunet
- Comodo Cloud Scanner
- PC Tools
- 赛门铁克
- Webroot

## 外部連結
- 熊貓雲端防毒軟體官方網站（页面存档备份，存于）
- 訪談開發者（页面存档备份，存于）